# Sindhu Pulsirivong
Sindhu Pulsirivong (* 11. April 1936) ist ein thailändischer Billardfunktionär, der während seiner Karriere in zahlreichen Verbänden wichtige Positionen übernahm. Für seine Verdienste wurde er 2016 in die Snooker Hall of Fame aufgenommen.

## Karriere
Nach seiner Ausbildung zum Ingenieur wurde Sindhu Unternehmensberater und gründete in Bangkok mehrere Firmen dieser Branche. 1973 fusionierte eine seiner Firmen mit der Beratungsfirma Maunsell zu Sindhu Maunsell Consultants, die später in SMC Consulting Engineers umbenannt wurde. 1988 übernahm er den Vorsitz der Billiard Sports Association of Thailand (BSAT), dem nationalen Billardverband Thailands. Sein Vorgänger war Maurice Kerr, der Gründungspräsident der Asian Confederation of Billiard Sports (ACBS). Sindhu selbst war von 1992 und 1993 sowie von 2000 bis hinein in die 2010er ebenfalls  Präsident des asiatischen Kontinentalverbands. Zwischen März 1994 und Juni 1998 saß er zudem im Vorstand der World Professional Billiards & Snooker Association (WPBSA), dem professionellen Weltverband für Snooker und English Billiards.  Ferner war Sindhu von 2000 bis 2002 Präsident der World Confederation of Billiard Sports (WCBS), davor auch Vize-Präsident der Organisation. Zusätzlich fungierte er auch zeitweise als Präsident der International Billiards & Snooker Federation (IBSF), dem Amateur-Weltverband, in dem er die Interessen der ACBS vertrat. Erst 2018 beendete er seine Karriere, als er nach etwa 30 Jahren als Präsident des thailändischen Verbandes zugunsten von Suntorn Jarumon zurücktrat.
Als Vorsitzender des thailändischen Verbandes versuchte er, den Snookersport in Thailand und Asien zu fördern. So gelang es ihm, Billard ins Programm der Asienspiele 1998 in Bangkok zu integrieren. Als Kooperation von Sindhus BSAT und der WPBSA wurde zudem in Bangkok eine Asian Snooker Academy eröffnet. Ebenfalls war Sindhu daran beteiligt, dass Snooker Ende der 1990er vom Internationalen Olympischen Komitee anerkannt wurde. Später förderte er maßgeblich das sogenannte Six-Red-Snooker und sorgte dafür, dass in Bangkok mit der 6-Red World Championship ein professionelles Snookerturnier in dieser Snooker-Variante etabliert wurde. Als 2017 nach langjährigen Streitigkeiten zwischen WPBSA und IBSF die WPBSA die World Snooker Federation als drohenden Ersatzverband für die IBSF gründete, stellte sich Sindhu auf die Seite der World Snooker Federation und der WPBSA.
2010 ernannte ihn die WPBSA ehrenhalber zu ihrem Präsidenten. Bei der ACBS ist er Ehrenpräsident auf Lebenszeit. 2016 wurde er für seine Verdienste um den Snookersport in die Snooker Hall of Fame aufgenommen. Er war das erste Mitglied, das nicht hauptsächlich als Spieler gewirkt hatte, gleichzeitig war er auch der erste Asiate, dem diese Ehrung zuteilwurde. Jason Ferguson, der Vorsitzende der WPBSA, würdigte ihn als „Patenonkel des Snookers“.